# التصميم الجهازي
منهجية تصميم، يدمج نظم التفكير و تصميم محورها الإنسان، بهدف مساعدة المصممين التعامل مع تصميم معقد المشاريع.
في الآونة الأخيرة تحديات التصميم قادمة من التعقيد المتزايد الناجم عن العولمة والهجرة الاستدامة تجعل التصميم التقليدي أساليب غير كافية. المصممين بحاجة إلى طرق أفضل تصميم بمسؤولية لتجنب آثار جانبية غير مقصودة.
منهجية تصميم تعتزم تطوير المنهجيات والنهج التي تساعد على دمج أنظمة التفكير مع التصميم على تحقيق الاستدامة في البيئة الاجتماعية والاقتصادية المستوى. بل هو تعددي المبادرة حيث العديد من المناهج المختلفة مدعوة إلى تزدهر فيها الحوار العضوية تطوير ممارسات جديدة المركزية.
يُدار نقاش التصميم المنهجي من خلال سلسلة ندوة (ربط تفكير وتصميم النظم) (RSD) مما أدى إلى نشر وقائع والعديد من القضايا الخاصة حول التصميم المنهجي في مجلة أبحاث التصميم العلمي FORMakademisk

## المجموعات الاكاديمية
يتم تطوير التصميم المنهجي في إطار ممارسة التصميم ومن خلال شبكة أبحاث التصميم النظامي، مع التركيز على جوانب مختلفة من القضية، واجهت مجموعات أكاديمية مختلفة التصميم المنهجي في كل من أنشطتها التعليمية والبحثية:
- التصميم الموجه للأنظمة، هو مثال على نهج التصميم المنهجي المستخدم في مدرسة أوسلو للهندسة المعمارية والتصميم. يسعى التصميم الموجه للأنظمة إلى تدريب قدرة المصممين على التعامل مع درجة أكبر من التعقيد وتحمل المزيد من المسؤولية عن عواقب أفعالهم. وجهات النظر الشاملة والأخلاق والاستدامة وكذلك الاعتبارات الثقافية والتنظيمية والاقتصادية والتقنية هي مركزية.[1]
- في Politecnico di Torino ، ماجستير العلوم في التصميم الجهازي نشط وتم تسميته على اسم Aurelio Peccei، في هذا المكان ينمو التعليم والبحث معًا. يركز هذا النهج، الذي طرحه Luigi Bistagnino، على العلاقة بين مدخلات ومخرجات النظام ، من خلال عرض النفايات كمورد قيم. تتولى الآن سيلفيا باربيرو قيادة البحث حول التصميم المنهجي في Politecnico di Torino.
- يعد برنامج الماجستير في الاستشراف الاستراتيجي والابتكار في جامعة OCAD في تورنتو مبادرة تصميم منهجية معروفة بقيادة بيتر جونز. يتم التركيز على تدريس اكتشاف المشكلات المعقدة، وتأطيرها وحلها، لتصور وتطوير مستقبل مستدام.
- يوجد في المعهد الوطني للتصميم بالهند مجموعة من الأكاديميين في قسم التصميم، أنشأه البروفيسور الراحل M.P. رانجان ويقودها الآن برافين نهار من بين العديد من أعضاء هيئة التدريس الأخرى. يعتبر تفكير وتصميم النظم جزءًا من البرنامج الأكاديمي في المعهد الوطني للتصميم، وهو يتضمن تطبيق نهج الأنظمة تجاه القضايا المعقدة والمشاكل الشريرة من منظور اجتماعي - ثقافي - اقتصادي - بيئي مع مستوى عالٍ من الغموض وعدم اليقين والتعقيد.
- يقود أليكس رايان مجموعة من المصممين النظاميين في حكومة ألبرتا. فهي تجمع بين التصميم المنهجي والاستبصار الاستراتيجي لإعادة تصميم عملية وضع السياسات في الحكومة.
- في جامعة مونتريال، تركز درجة الماجستير في العلوم التطبيقية في مسار التصميم والتصميم والتعقيد (DESCO) على أنشطة التصميم وتهدف إلى تدريب الطلاب على التفكير المعقد، وذلك لإعدادهم للعمل والتفكير كمتكامل حقيقي، في السياقات التي تزداد تعقيدًا. تشمل مجالات التركيز:[2] التصميم المستدام والتصميم البيئي، والتصميم الاجتماعي، وإدارة المشاريع، والتصميم الرقمي، والتقنيات الجديدة، والابتكار، والتصميم الاستراتيجي، وتصميم الألعاب، وتصميم التفاعل، وتصميم الخدمة، وتصميم التجربة والتصميم التعاوني.

## التاريخ

### من نظريات التعقيد إلى التصميم المنهجي
تساعد النظريات حول التعقيد في إدارة النظام بأكمله وتساعد مناهج التصميم المقترحة في تخطيط العناصر المختلفة المتباينة. تطورت نظريات التعقيد على أساس أن النظم الحية تعتمد باستمرار على مصادر الطاقة الخارجية وتحافظ على حالة مستقرة من الانتروبيا المنخفضة، على أساس نظرية النظم العامة لكارل لودفيج فون برتالانفي (1968). بعض المبررات التالية طبقت تلك النظريات أيضًا على الأنظمة الاصطناعية:
تتناول نماذج التعقيد للأنظمة الحية أيضًا النماذج الإنتاجية مع مؤسساتها وإدارتها، حيث تكون العلاقات بين الأجزاء أكثر أهمية من الأجزاء نفسها. إن معاملة المنظمات الإنتاجية كنظم تكيفية معقدة تسمح لنموذج إدارة جديد بالظهور في الفوائد الاقتصادية والاجتماعية والبيئية (Pisek and Wilson ، 2001). في هذا المجال، تطورت Cluster Theory (Porter ، 1990) في نظريات أكثر حساسية تجاه البيئة، مثل الإيكولوجيا الصناعية (Frosh and Gallopoulos ، 1989) والتكافل الصناعي (Chertow ، 2000). في عام 1994، أسس غونتر باولي وهايتور جورجولينو دي سوزا معهد الأبحاث والمبادرات ذات الانبعاثات الصفرية (ZERI)، بدءًا من فكرة أن التقدم يجب أن يدمج احترام البيئة والتقنيات الطبيعية التي ستسمح لعمليات الإنتاج بأن تكون جزءًا من النظام البيئي. إن التفكير التصميمي، كما قال بوكانان (1992)، يعني الطريق لإعادة تشكيل مفهوم التصميم بشكل خلاق واستراتيجي في موقف مع تكامل منهجي. وهذا يحتاج إلى تعدد التخصصات وعبر التخصصات خلال مرحلة التصميم (Fuller ، 1981)، مع زيادة مشاركة التخصصات المختلفة بما في ذلك التخطيط الحضري والسياسة العامة وإدارة الأعمال والعلوم البيئية (Chertow et al.، 2004). تعيد نظريات الأنظمة والتعقيد والتفكير التصميمي تصميم تخصص جديد تمامًا: التصميم النظامي، والذي يقع كممارسة تصميم موجهة نحو الإنسان تركز على الأنظمة (Bistagnino ، 2011 ؛ Sevaldson ، 2011 ؛ Nelson and Stolterman ، 2012 ؛ Jones ، 2014 ؛ Toso في آل ، 2012).

### التصميم المنهجي
بدأ اليوم النقاش المعاصر حول التصميم المنهجي بسلسلة ندوات التفكير والتصميم النظمي (RSD) بمبادرة من بيرجر سيفالدسون في مدرسة أوسلو للهندسة المعمارية والتصميم في عام 2012. وكان من بين المشاركين المدعوين هارولد جي نيلسون وبيتر إتش جونز. وأليكس رايان. عقد اجتماع أولي في أوسلو لتعزيز إمكانية بناء شبكة مستقبلية. المشاركون الآخرون هم مايكل هينسل وكولين بونتو وآخرين. بدأت ندوات RSD في سياق التصميم الموجه للأنظمة (SOD). في 2013-2014 بدأ مناقشة من قبل بيرجر سيفالدسون للتساؤل عن إطار عمل الشبكة الناشئة الجديدة. غيرت الشبكة اسمها إلى Systemic Design مما سمح لها بالنمو بشكل أكثر تعددية بينما يمكن أن تتطور SOD بشكل أكثر خصوصية. تأسست شبكة أبحاث التصميم النظامي بعد فترة وجيزة بمبادرة من بيتر إتش جونز ومع هارولد نيلسون وأليكس رايان وبيرجر سيفالدسون كمؤسسين مشاركين.

## معرفتي
التفكير المنظومي في التصميم له تاريخ طويل مع أشخاص مثل كريستفير ألكسندر وهورست ريتيل ورسل أكوف وبيلا باناتثي ورانولف جلانفيل، إم بي رانجان، وهارولد نيلسون وآخرين. كما عُرفت نظريات ونماذج الأنظمة الرئيسية وطُبقت في التصميم منذ بدايتها. على الرغم من هذا، لم يصبح التفكير المنظومي سائدًا في التصميم. قد تكون أسباب ذلك أن التقنيات والأساليب الموصوفة كانت تقنية للغاية ولا تتناسب بشكل جيد مع عملية التصميم العضوي.
تعالج مبادرة التصميم المنهجي هذه المشكلة من خلال البحث عن روابط وعلاقات جديدة بين تفكير الأنظمة وطرق العمل المصممة.